# Ilse Glaninger-Balzar
Ilse Glaninger-Balzar (également Ilse Glaninger-Halhuber), née le 2 mai 1919 à Innsbruck sous le nom d'Ilse Halhuber et morte le 4 novembre 1998 dans la même ville, est une sculptrice autrichienne. 

## Biographie
Ilse Halhuber fréquente l'école professionnelle d'Innsbruck, où Hans Pontiller (de) est son professeur. Pendant la Seconde Guerre mondiale, elle travaille comme aide de la Croix-Rouge et comme infirmière d'hôpital. En 1943/44, elle étudie à l'Académie des beaux-arts de Vienne avec Josef Müllner (en). En 1947/48, elle séjourne à Paris grâce à une bourse de l'Institut culturel français, où elle est influencée par Ossip Zadkine et Germaine Richier. Ensuite, elle s'installe comme artiste indépendante à Innsbruck. À partir de 1948, elle reçoit ses premières commandes publiques, entre autres dans le cadre du programme 1 % artistique du Tyrol, mais surtout pour les églises tyroliennes.
En 1945, elle cofonde l'Association des artistes tyroliens, où elle représente les sculpteurs au conseil d'administration de 1946 à 1952 et doyenne à partir de 1974. En 1952, elle travaille dans une fonderie à Rendsburg (Schleswig-Holstein)[réf. souhaitée].
Son premier mari, qu'elle épouse en 1943, meurt la même année au front. En 1962, elle épouse l'ingénieur Ladislaus Balzar[réf. souhaitée].
Les œuvres d'Ilse Glaninger-Balzar comprennent des statues et des reliefs, principalement en terre cuite ou en bronze. Outre les motifs religieux, elle réalise également des bustes de portraits de connaissances telles que Raimund Berger (de) ou Max Mell. Ses sculptures suivent le langage formel équilibré de Pontiler, mais sont enrichies d'accents expressifs. Les formes fermées sont décomposées de manière symbolique en filigrane et représentent une synthèse entre la tradition et la modernité expressive[réf. souhaitée].

## Récompenses
- Professeure, 1975
- Décoration d'honneur pour l'art et la culture de la ville d'Innsbruck, 1980[2]

## Œuvres

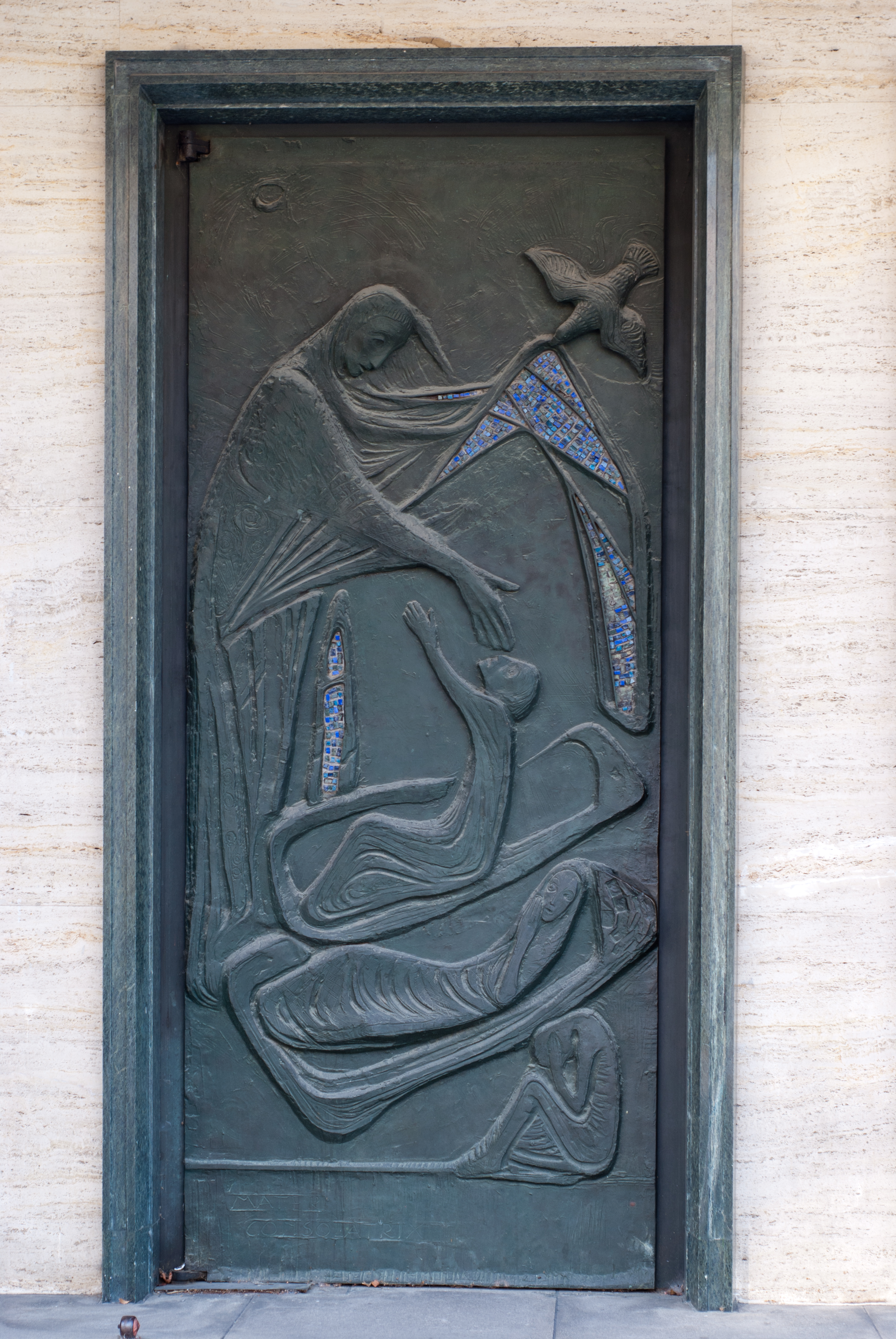
Linkes Portal Maria als Trösterin der Betrübten, Pfarrkirche Wattens

- Stuckreliefs, Stadtsaal Hall in Tirol, 1948
- Terrakottarelief Zwölf Apostel, Pfarrkirche Scharnitz, 1954
- Bronze-Hochrelief Pietà, Landwirtschaftliche Landeslehranstalt Imst, 1955
- Terrakottastatue hl. Leonhard, Leonhardskapelle, Schloss Naudersberg, 1956
- Kreuzwegstationen, Amboschranken, Bronzeportale, Neue Pfarrkirche Wattens, 1957–1959[3]
- Schutzmantelmadonna (Kriegerdenkmal), Pfarrkirche Seefeld in Tirol, 1959
- Porträtbüste Ferdinand Raimunds, Foyer des Burgtheaters, Wien, 1963
- Ausgestaltung und Adaptierung der Taufkapelle, Bronzetür, Pfarrkirche Wörgl, 1963[4]
- Rossbrunnen, Innsbruck-Wilten, 1971[5]
- Volksaltar, Ambo, Leuchter, Antependium und Priesterbank, Pfarrkirche Silz, 1972–1974
- Skulpturen Auferstandener, Pfingstwunder, Familienaltar, Taufaltar, Pfarrkirche Hl. Familie, Wilten-West, 1968–1976
- Bronzeskulptur Auferstandener, Auferstehungskirche, Telfs, 1977–1979
- Volksaltar, Osterleuchter, Pfarrkirche Sölden, 1979